# Mycosis fongoïde
 Mise en garde médicale
Le mycosis fongoïde  est une hématodermie. Cette affection est une maladie du sang et de la peau. Elle se caractérise par une multiplication d’une variété de globules blancs, les lymphocytes, dans la peau.
Le mycosis fongoïde est également appelé lymphome cutané primitif à cellules T ou maladie d'Alibert en raison de sa description par le dermatologue français Jean-Louis Alibert en 1832 et fondateur de la dermatologie française.

## Définition
Le mycosis fongoïde est une hémopathie caractérisée par des infiltrats dans la peau de lymphocytes T de petite et moyenne taille à noyaux cérébriformes (en forme de cerveau) appelés cellules de Sézary. Typiquement, cette maladie possède une évolution lente (dite indolente) et chronique passant par des stades d'abord exclusivement cutanés (présence de tâches et plaques sur la peau) et pouvant progresser jusqu'à une forme avancée avec un érythroderme généralisé. Lors des stades avancés, le mycosis fongoïde peut affecter d'autres organes comme les ganglions, le foie, la rate, les poumons et le sang.
Les autres formes et variants connus du mycosis fongoïde sont le mycosis fongoïde folliculotrope (avec ou sans mucinose), le lymphome pagétoïde et la chalazodermie granulomateuse.
Le syndrome de Sézary est une variante leucémique du mycosis fongoïde avec une évolution beaucoup plus rapide et agressive.

## Épidémiologie
Le mycosis fongoïde est le plus commun des lymphomes cutanés primitifs à cellules T et correspond à plus de la moitié de tous les lymphomes cutanés primaires. Son incidence est en augmentation, au moins aux États-Unis. Les patients les plus touchés ont un âge médian de 55-60 ans, bien que la maladie ait plus rarement été observée chez des enfants et des adolescents. Le sex-ratio Homme:Femme est de 2:1.

## Description des symptômes
En 2007, l'Organisation européenne pour la recherche et le traitement du cancer (European Organization for Research and Treatment of Cancer, E.O.R.T.C.) et l'International Society for Cutaneous Lymphomas (ISCL) ont établi une classification du mycosis fongoïde passant par quatre phases d'évolution,.

### Première phase
Apparition de taches / plaques / papules cutanées, infiltrées ou non, de couleur rouge violacée sur <10 % (stade I-A) ou >10 % (stade I-B) de la surface corporelle. Présence d'un prurit et éruption de boutons suivie de démangeaisons. Les régions touchées sont souvent celles protégées du soleil (c'est-à-dire les zones recouvertes par les vêtements ou situées dans les plis de la peau). Les ganglions ne sont pas cliniquement atteints,.

### Deuxième phase
Généralement, la deuxième phase arrive plusieurs années après l'apparition des premiers symptômes. Il y a présence de taches / plaques / papules cutanées, infiltrées ou non, sur >10 % de la surface corporelle, associées à une implication précoce ou non[pas clair] des ganglions lymphatiques avec une augmentation de leur volume (adénopathie périphérique) (stade II-A) ou formation d'une ou plusieurs tumeurs (>1 cm) (stade II-B). Ces tumeurs sont dues à l'accumulation de lymphocytes T dans la peau et peuvent éventuellement s'ulcérer.

### Troisième phase
À un stade avancé, il y a apparition d'une coloration rougeâtre sur environ 90 % de la surface corporelle et présence de desquamations (érythrodermie), éventuellement associée à une atteinte, précoce ou non, des ganglions lymphatiques. L'atteinte sanguine est absente (stade III-A) ou faible (<5 % de cellules de Sézary circulantes, <1000/µL) (stade III-B).

### Quatrième phase
À ce stade, présence d'un envahissement sanguin important (>5 % de cellules de Sézary circulantes, >1000/µL) (stade IV-A1), pouvant être associé à une implication importante des ganglions (stade IV-A2), voire une atteinte viscérale (stade IV-B).

### Classification
| T (Atteinte cutanée) |
| T1 : atteinte <10 % de la surface corporelle T2 : atteinte >10 % de la surface corporelle T3 : présence d'au moins une tumeur (>1cm de diamètre) T4 : érythrodermie |
| N (Statut ganglionnaire) |
| N0 : absence de ganglion anormal N1 : présence d’une adénopathie périphérique palpable, absence de lymphocytes anormaux N2 : présence d’une adénopathie périphérique palpable, présence de lymphocytes anormaux, architecture globale du ganglion correcte N3 : présence d’une adénopathie périphérique palpable, présence de lymphocytes anormaux, architecture totalement ou partiellement détruite |
| M (Statut viscéral) |
| M0 : absence d’atteinte viscérale M1 : atteinte d’un ou plusieurs organes autres que la peau |
| B (Atteinte sanguine) |
| B0 : <5 % de cellules de Sézary circulantes dans le sang B1 : >5 % de cellules de Sézary circulantes dans le sang, en quantité modérée (<1000/µL) B2 : présence importante de cellules de Sézary circulantes dans le sang (>1000/µL) |

| Stade                                                                                  | T (peau) | N (ganglion) | M (viscère) | B (sang) |
| -------------------------------------------------------------------------------------- | -------- | ------------ | ----------- | -------- |
| IA (plaques infiltrées ou non <10% surface du corps)                                   | 1        | 0            | 0           | 0        |
| IB (plaques infiltrées ou non >10% surface du corps)                                   | 2        | 0            | 0           | 0        |
| IIA (plaques infiltrées ou non avec ganglions superficiels palpables)                  | 1,2      | 1,2          | 0           | 0        |
| IIB (tumeurs)                                                                          | 3        | 0 à 2        | 0           | 0        |
| IIIA (érythrodermie sans cellules de Sézary)                                           | 4        | 0 à 2        | 0           | 0        |
| IIIB (érythrodermie avec quantité de cellules de Sézary limitée)                       | 4        | 0 à 2        | 0           | 1        |
| IVA1 (quantité de cellules de Sézary importante sans ganglions superficiels palpables) | 1 à 4    | 0 à 2        | 0           | 2        |
| IVA2 (ganglions superficiels palpables)                                                | 1 à 4    | 3            | 0           | 0 à 2    |
| IVB (atteinte viscérale)                                                               | 1 à 4    | 0 à 3        | 1           | 0 à 2    |

## Diagnostic
Il se fait par une biopsie d'une lésion, avec analyse immunohistochimique.
Le diagnostic du mycosis fongoïde peut être difficile, surtout lors des phases précoces où les symptômes peuvent facilement être confondus avec ceux d'autres dermatoses inflammatoires comme le psoriasis ou l'eczéma,. Souvent, plusieurs biopsies cutanées sont nécessaires pour identifier un mycosis fongoïde débutant. Des tests par immunomarquages peuvent être utilisés sur les biopsies pour repérer le mycosis fongoïde en recherchant une expression des marqueurs CD3, CD20, CD8 et CD30. Les biopsies peuvent également être utilisées pour rechercher la présence de cellules de Sézary ou de cellules T transformées.

### Mycosis fongoïde transformé
Le mycosis fongoïde, d’évolution longtemps indolente, peut évoluer vers la forme dite transformée (on parle alors de mycosis fongoïde transformé), définie par la présence de grandes cellules lymphocytes T pouvant exprimer ou non le marqueur CD30.
La présence de cellules transformées est associée à un mauvais pronostic.

## Immunohistologie
Le phénotype des lymphocytes tumoraux est typiquement CD2+, CD3+, TCRß+, CD5+, CD4+, CD8-.

## Facteurs pronostiques
Le grand âge, le sexe masculin, un folliculotropisme retrouvé sur la biopsie avec des cellules géantes, la présence de lésions sur le cou ou sur la tête ainsi qu'une élévation du taux sanguin de lactico-déshydrogénase sont des facteurs à plus mauvais pronostic.

## Traitements
Dans les formes cutanées pures, un traitement local est préféré par la puvathérapie (exposition aux rayonnements ultraviolets en cabine), l'application locale de méthotrexate mélangé à de l'eau. Le Valchlor (chlorméthine) en applications topiques bénéficie d'une AMM aux États-Unis et d'une autorisation temporaire d'utilisation en France.
Dans les formes agressives, sont utilisées la chimiothérapie et la radiothérapie.

## Histoire
Le mycosis fongoïde a été décrit pour la première fois en 1806 par le dermatologue français Jean-Louis Alibert sous le nom de « Pian fongoïde » (Framboesla mycoides). Le terme « fongoïde » fut utilisé par Alibert en raison de la ressemblance visuelle des tumeurs identifiées avec la texture des champignons.

## Cas célèbres
L'acteur Mr. T s'est fait diagnostiquer en 1995 un lymphome cutané à cellules T ou mycosis fongoïde. Une fois en rémission, il a plaisanté au sujet de cette coïncidence en disant : « Imaginez donc ça, un cancer à mon nom — un cancer personnalisé ! ».